# Pericle Ducati

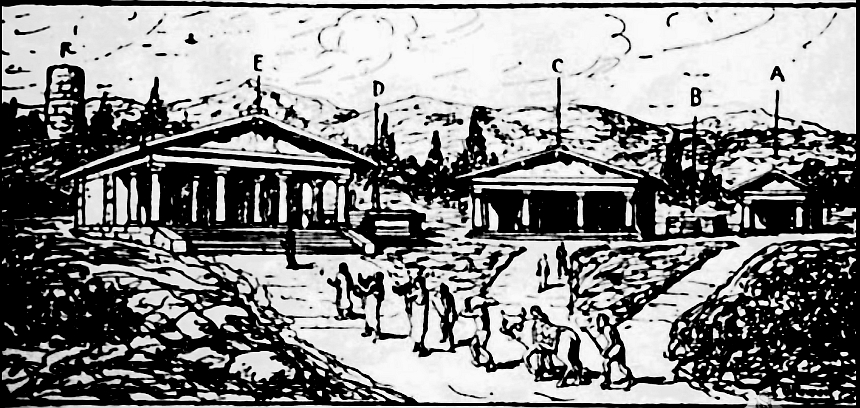
Tekening van Ducati hoe de acropolis van het Etruskische Marzabotto er kon uitzien

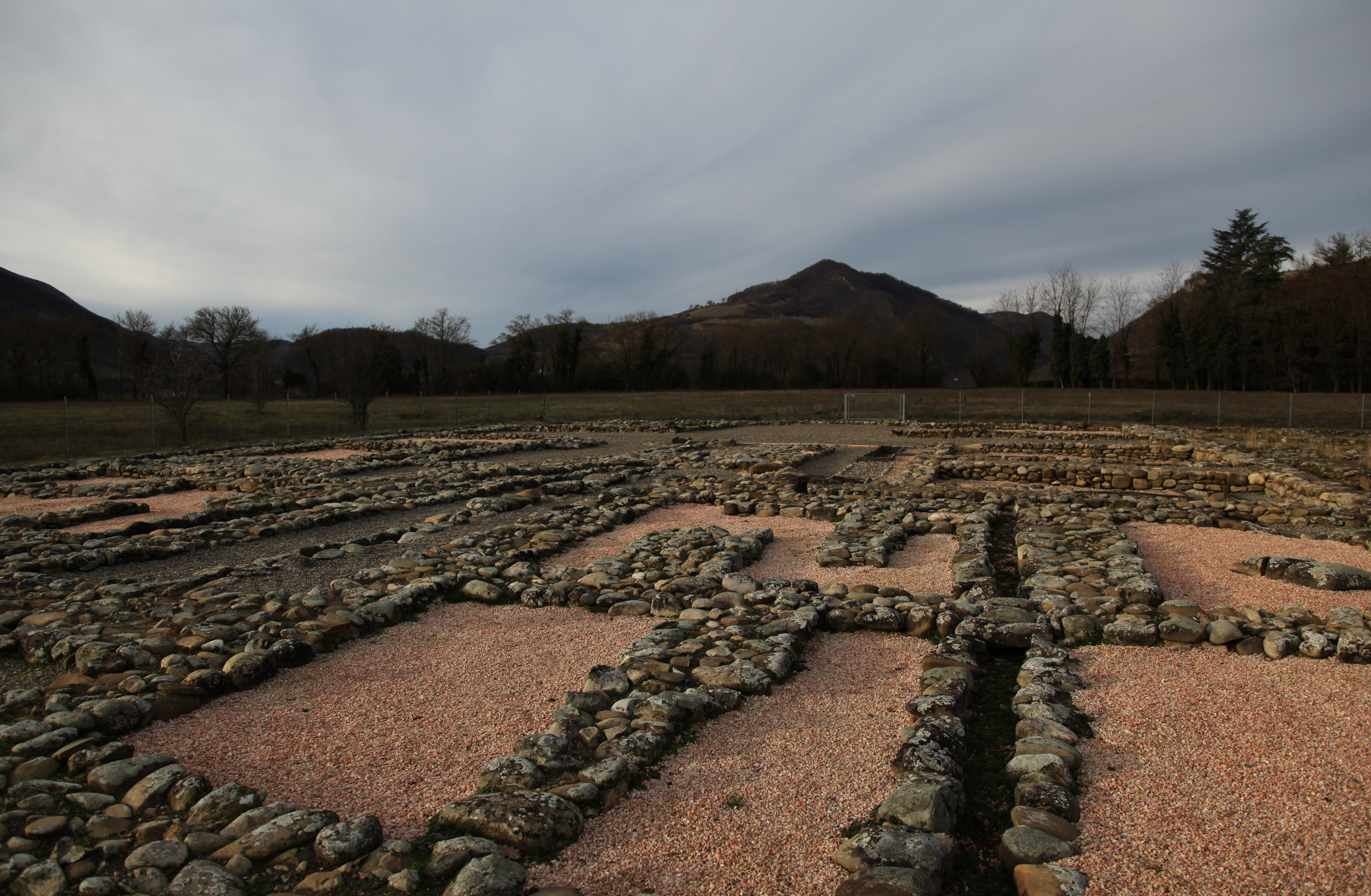
Archeologische site van Marzabotto (Etruskisch)

Pericle Ducati (Bologna, 11 juli 1880 – Cortina d'Ampezzo, 28 oktober 1944) was een hoogleraar archeologie, Oud-Griekse kunst en Etruscologie in het koninkrijk Italië. Hij was een aanhanger van het fascisme, wat tot een moordaanslag op hem leidde (1944).

## Levensloop
Ducati groeide op in Bologna, in een familie die oorspronkelijk van Zuid-Tirol kwam. Ducati sprak naast Italiaans vloeiend Duits. Aan de universiteit van Bologna werd hij licentiaat klassieke filologie. Vervolgens studeerde hij archeologie in Rome. Zijn dissertatie in 1903 bevatte een centraal thema in zijn later academisch werk: hoe antieke beelden in latere culturen zichtbaar waren. Een van zijn leermeesters, de Oostenrijker Emanuel Löwy (1857-1938), zorgde ervoor dat hij archeologische praktijkervaring opdeed in Griekenland (1906-1907).
Ducati begon zijn carrière als inspecteur archeologie voor de regio Emilia (1909-1912). Vervolgens werd hij hoogleraar aan de universiteit van Catania op Sicilië waar hij de leerstoel archeologie bekleedde (1912-1916). Vanaf 1916 bekleedde hij dezelfde leerstoel aan de universiteit van Turijn. Tijdens de Eerste Wereldoorlog werd hij uit het leger ontslagen wegens een liesbreuk (1917).
In 1920 verwierf Ducati de leerstoelen archeologie, Oud-Griekse kunst en Etruscologie aan de universiteit van Bologna. Wat Etruskische opgravingen betrof, Ducati was actief op de site van Marzabotto in de provincie Bologna. Ducata was decaan van de faculteit Letteren van 1923 tot 1929 en van 1943 tot 1944.
Ducati steunde het fascistisch bewind van Benito Mussolini.
Van 1921 tot zijn dood was Ducati directeur van het Museo Civico Archeologico in Bologna. 
In 1935 werd hij lid van de Regia Accademia dei Lincei. Daarnaast was Ducati lid van de Accademia d’Italia, een door de fascisten gestichte academie. Hij was lid van de Hoge Raad voor de Oudheid en de Schone Kunsten in Rome, de Accademia delle Scienze in Turijn en andere steden, alsook lid van de Accademia Etrusca in Cortona. Ducati verwierf het lidmaatschap in Nazi-Duitsland van het Duits Instituut voor Archeologie. 
In 1943 heersten de fascisten nog over de Italiaanse Sociale Republiek in Noord- en Midden-Italië. Ducati werd lid van de partij Partito Fascista Repubblicano, de enige toegelaten partij in deze republiek. In deze staat was Ducati voorzitter van het Istituto di Cultura Fascista en rechter die partizanen veroordeelde. Op 16 februari 1944 kwam hij thuis van de rechtbank. Partizanen van de communistische verzetsgroep Gruppi di Azione Patriottica (GAP), genoemd de ‘gappisten’, wachtten hem op in een hinderlaag. Een eerste schoot hem in de rug. Toen hij op de grond lag, schoten twee anderen op de fiets hem in de zijde. Ducati dacht verkeerdelijk dat het studenten waren die op hem geschoten hadden. Hij verbleef meerdere maanden in het ziekenhuis Santa Orsola in Bologna, terwijl de wonden steeds verergerden. Op 2 augustus 1944 werd hij overgebracht naar het Istituto Elioterapico Codivilla in Cortina d’Ampezzo nabij Bologna. Hij stierf er twee maanden later ten gevolge van etterende doorligwonden. De universiteit liet hem begraven in Bologna, met een bericht van lofbetuiging in de krant.
Pas in 1960 kwam er een eerherstel van zijn wetenschappelijk oeuvre. Hiervoor had een oud-student van hem, Luciano Laurenzi, gezorgd in de Accademia delle Scienze in Rome.

## Enkele van zijn geschriften
- Brevi osservazioni sul ceramista attico Brigo (Bologna, 1904)
- I vasi dipinti nello stile del ceramista Midia. Contributo allo studio della ceramica attica (Rome, 1909)
- Sui riti funebri dei sepolcreti etruschi felsinei (Bologna, 1915)
- Osservazioni di demonologia etrusca (Rome, 1916)
- L’arte classica (1920)
- Storia della ceramica greca (Florence, 1923)
- I monumenti di Grecia e di Roma (Turijn, 1925)
- Storia dell’arte etrusca (Florence, 1926)
- Origine e attribute del Fascio littorio (1927). Dit boek was gesponsord door de Italiaanse Vereniging van fascistische schoolbibliotheken.
- Etruria antica (Turijn, 1927)
- Storia del comune di Bologna (Bologna, 1928)
- Lisippo (1930)
- Pontische Vasen (1932). Dit was een boekdeel van Bilder griechischer Vasen, een serie geïllustreerde boeken van sir Johan Davidson Beazley en Paul Jacobsthal.
- La scultura greca (1933; 1936)
- La scultura etrusca (1934)
- La scultura romana (1934)
- Le problème étrusque (Parijs, 1938)